# 日鉄鋼管 (初代)
日鉄鋼管株式会社（にってつこうかん、英文社名 Nittetsu Steel Pipe Co., Ltd.）は、かつて存在した新日鐵住金グループの鋼管メーカーである。
この記事は、2013年に合併する時点のものである。

## 概要
大手鉄鋼メーカーの新日鐵住金が出資する鋼管メーカーである。親会社の新日鐵住金とは異なり、鋼管の中でも小径の電縫鋼管（電気抵抗溶接鋼管）を専門に製造する。製品には、自動車・バイクなど機械の部品として使用される機械構造用鋼管や、主に建築部門で使用される一般構造用鋼管、配管用鋼管、電線用の電線管がある。日本国内での電縫鋼管の生産シェアは第6位（2008年度）。
本社は東京都品川区大崎1丁目にあり、愛知県東海市・大阪市・福岡市の3都市に支店を構える。製造拠点は4か所で、東海市の新日鉄名古屋製鐵所構内に名古屋工場、川崎市川崎区に川崎工場、堺市堺区に堺工場、福岡県豊前市に九州工場がある。
現在では新日鐵住金グループの一員であるが、1933年の設立当初は東芝グループに属していた。また、かつては東京証券取引所市場第2部（東証2部）に株式を上場していた（証券コードは5462）が、新日鉄の完全子会社となったため2004年に上場を廃止している。
2013年10月に同じ新日鐵住金グループの住友鋼管と合併し、日鉄住金鋼管が発足した。

## 沿革
- 1933年（昭和8年）2月1日 - 東京電気（現・東芝）の出資により、東京コンヂット製造株式会社設立。
- 1951年（昭和26年） - 東芝鋼管株式会社に社名変更。
- 1952年（昭和27年）12月 - 新日鐵住金の前身・富士製鐵が資本参加[2]。
- 1961年（昭和36年）10月2日 - 東証2部に株式上場。
- 1993年（平成5年）
  - 4月 - 新日鉄の子会社となる。
  - 10月 - 多摩鋼管工業株式会社（1959年5月設立）を合併。
- 1994年（平成6年）
  - 3月 - 新日鉄名古屋製鐵所の小径鋼管工場を移管し、名古屋事業所（現・名古屋工場）を開設。
  - 4月1日 - 日鉄鋼管株式会社に社名変更。
- 1995年（平成7年）8月 - 本社工場を名古屋事業所に移設。
- 1998年（平成10年）7月 - 不動産賃貸事業の一環として、本社工場跡地に商業施設「ミナトマチプラザ」（イトーヨーカ堂に賃貸）を建設。2000年（平成12年）7月にも「ミナトマチプラザアネックス」（家具の大正堂とヤマダ電機に賃貸）を建設[3]。
- 2001年（平成13年）10月 - 群馬工場操業開始。
- 2004年（平成12年）7月27日 - 上場廃止。
- 2004年（平成12年）7月31日 - 株式交換により、新日鉄の完全子会社となる[4]。
- 2005年（平成17年）10月 - 水江工場（川崎市川崎区）を休止[5]。
- 2007年（平成19年）1月1日 - 会社分割（吸収分割）により、不動産賃貸事業を新日鉄都市開発に移管。
- 2007年（平成19年）10月1日 - 三井物産グループの鋼管メーカー・株式会社フジサクから溶接鋼管製造・販売事業を譲受ける[6]。同社の本社工場を関西製造所（現・堺工場）として継承。
- 2008年（平成20年）4月 - 日鐵住金建材九州製造所（現・同社豊前ニッテックス工場）の一部建屋を賃借し、九州工場を新設[6]。
- 2013年（平成25年）10月1日 - 住友鋼管と合併し、日鉄住金鋼管を発足。住友鋼管が存続会社とされたため、法人格が消滅。

## グループ企業
- 日鉄鋼管通商株式会社 - 鋼管等の加工販売などを行う。